# Santi quaranta martiri di Inghilterra e Galles
I Santi quaranta martiri di Inghilterra e Galles sono un gruppo di santi martiri uccisi in Inghilterra e Galles tra il 1535 e il 1679, canonizzati da papa Paolo VI il 25 ottobre 1970.

## La canonizzazione dei Quaranta Martiri
A partire dal 1535 migliaia di fedeli cattolici furono perseguitati dallo Stato inglese, processati e condannati a morte. Il capo di accusa era quello di alto tradimento, poiché essi non avevano abiurato al loro credo. Il solo professare la fede cattolica li rendeva nemici della Corona, che aveva proclamato l'anglicanesimo unica religione dello Stato. Le più dure repressioni si ebbero tra il 1535 e il 1679 e furono inizialmente compiute per volere di Enrico VIII, poi di Elisabetta I (1558-1603) e poi dai suoi successori, Carlo I (1625-49) e Carlo II (1660-85).

I martiri sono da sempre considerati come modelli di vita cristiana, per cui i martiri inglesi e gallesi non tardarono ad essere venerati. Il primo papa che emise un pronunciamento ufficiale nei loro confronti fu Gregorio XIII (1572-1585), che autorizzò la venerazione delle loro reliquie e la celebrazione di Te Deum ogni qualvota giungeva la notizia di un nuovo martirio.
Nel XVII secolo Urbano VIII promosse una causa di canonizzazione ma, per varie, ragioni, il processo si arenò. Nella seconda metà del XIX secolo, quando la gerarchia della Chiesa cattolica fu reintegrata in Inghilterra e Galles, furono avviate le prime cause di beatificazione. L'ordine dei Gesuiti inglesi si occupò di raccogliere prove e testimonianze sui martiri il cui sacrificio era comprovato.

### Beatificazioni
Nel 1874 l'arcivescovo di Westminster Henry Edward Manning sottopose alla Sede Apostolica un elenco di 360 nomi di martiri in odium fidei. A mano a mano che le prove del martirio venivano accertate si cominciarono a celebrare le beatificazioni. 
Leone XIII proclamò 54 beati nel 1886 (tra cui Tommaso Moro e il cardinale John Fisher) e nove nel 1895 («Nove martiri d'Inghilterra e Galles»).
Pio XI ne beatificò 107 nel 1929. Alla cerimonia fu presente il famoso scrittore Gilbert Chesterton, recatosi a Roma per l'occasione. Nel 1935 il pontefice canonizzò Tommaso Moro e John Fisher.
Il 22 novembre 1987 Giovanni Paolo II beatificò George Haydock († 1584) e ottantaquattro compagni (sessantatré sacerdoti e ventuno laici) («Ottantacinque martiri d'Inghilterra e Galles»).

### Canonizzazioni
Nel 1960 i vescovi d'Inghilterra e Galles proposero alla Santa Sede quaranta nomi di martiri beatificati auspicando la loro elevazione agli altari.
Il 25 ottobre 1970 Paolo VI canonizzò i Quaranti martiri d'Inghilterra e Galles.

## Culto
Fino al 2000 la memoria dei Quaranta martiri è stata celebrata il 25 ottobre. In seguito fu stabilito che il giorno a loro dedicato fosse il 4 maggio, unendo la loro festa a quella di tutti i martiri inglesi vittime delle persecuzioni anticattoliche (The English Martyrs).
Il Galles invece ha mantenuto la data originaria del 25 ottobre, ridenominata «Festa dei sei martiri gallesi e dei loro compagni» (Six Welsh Martyrs and their Companions). Ognuno dei sei martiri gallesi, inoltre, ha un proprio giorno di memoria liturgica.

## Elenco dei martiri

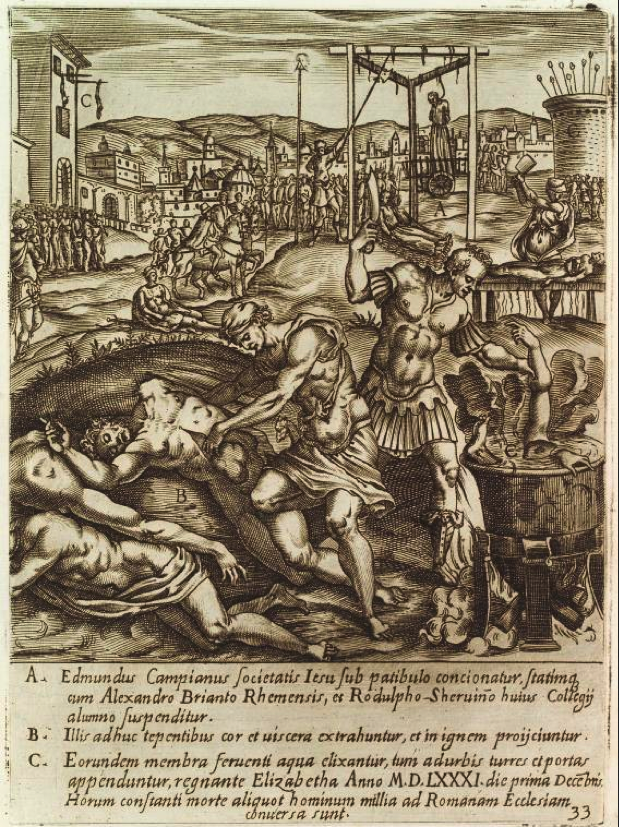
Esecuzione della condanna a morte di un sacerdote cattolico (1584)

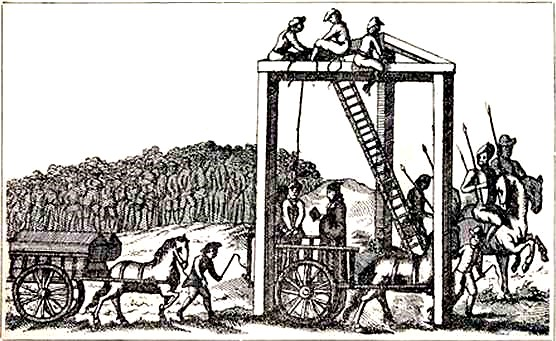
L'«albero di Tyburn», il patibolo usato a Londra per alcune delle esecuzioni capitali.

In ordine alfabetico:
| Nome                                        | Info personali             | Anno del martirio | Memoria liturgica |
| ------------------------------------------- | -------------------------- | ----------------- | ----------------- |
| San Giovanni Almond                         | Sacerdote                  | † 1612            | 5 dicembre        |
| Sant'Edmondo Arrowsmith                     | Sacerdote gesuita          | † 1628            | 28 agosto         |
| Sant'Ambrogio Barlow                        | Sacerdote benedettino      | † 1641            | 10 settembre      |
| San Giovanni Boste                          | Sacerdote                  | † 1594            | 24 luglio         |
| Sant'Alessandro Briant                      | Sacerdote gesuita          | † 1581            | 1º dicembre       |
| Sant'Edmondo Campion                        | Sacerdote gesuita          | † 1581            | 1º dicembre       |
| Santa Margherita Clitherow                  | Laica                      | † 1586            | 25 marzo          |
| San Filippo Evans                           | Sacerdote gesuita          | † 1679            | 22 luglio         |
| San Tommaso Garnet                          | Sacerdote gesuita          | † 1608            | 23 giugno         |
| Sant'Edmondo Gennings                       | Sacerdote                  | † 1591            | 10 dicembre       |
| San Riccardo Gwyn                           | Laico                      | † 1584            | 17 ottobre        |
| San Giovanni Houghton                       | Sacerdote certosino,       | † 1535            | 4 maggio          |
| San Filippo Howard                          | Laico                      | † 1595            | 19 ottobre        |
| San Giovanni Jones                          | Sacerdote dei Frati minori | † 1598            | 12 luglio         |
| San Giovanni Kemble                         | Sacerdote                  | † 1679            | 22 agosto         |
| San Luca Kirby                              | Sacerdote                  | † 1582            | 30 maggio         |
| San Roberto Lawrence                        | Sacerdote certosino        | † 1535            | 4 maggio          |
| San Davide Lewis                            | Sacerdote gesuita          | † 1679            | 27 agosto         |
| Sant'Anna Line                              | Laica                      | † 1601            | 27 febbraio       |
| San Giovanni Lloyd                          | Sacerdote                  | † 1679            | 22 luglio         |
| San Cutberto Mayne                          | Sacerdote                  | † 1577            | 30 novembre       |
| Sant'Enrico Morse                           | Sacerdote gesuita          | † 1645            | 1º febbraio       |
| San Nicola Owen                             | Religioso gesuita          | † 1606            | 2 marzo           |
| San Giovanni Payne                          | Sacerdote                  | † 1582            | 2 aprile          |
| San Polidoro Plasden                        | Sacerdote                  | † 1591            | 10 dicembre       |
| San Giovanni Plessington                    | Sacerdote                  | † 1679            | 19 luglio         |
| San Riccardo Reynolds                       | Sacerdote brigidino        | † 1535            | 4 maggio          |
| San Giovanni Rigby                          | Laico                      | † 1600            | 21 giugno         |
| San Giovanni Roberts                        | Sacerdote benedettino      | † 1610            | 10 dicembre       |
| San Bartolomeo Albano Roe                   | Sacerdote benedettino      | † 1642            | 21 gennaio        |
| San Rodolfo Sherwin                         | Sacerdote                  | † 1581            | 1º dicembre       |
| San Giovanni Southworth                     | Sacerdote                  | † 1654            | 28 giugno         |
| San Roberto Southwell                       | Sacerdote gesuita          | † 1595            | 21 febbraio       |
| San Giovanni Stone                          | Sacerdote agostiniano      | † 1539            | 23 dicembre       |
| San Giovanni Wall o Gioacchino di Sant'Anna | Sacerdote dei Frati minori | † 1679            | 22 agosto         |
| Sant'Enrico Walpole                         | Sacerdote gesuita          | † 1595            | 7 aprile          |
| Santa Margherita Ward                       | Laica                      | † 1588            | 30 agosto         |
| Sant'Agostino Webster                       | Sacerdote certosino        | † 1535            | 4 maggio          |
| San Swithun Wells                           | Laico                      | † 1591            | 10 dicembre       |
| Sant'Eustachio White                        | Sacerdote                  | † 1591            | 10 dicembre       |